# Douvrend
Douvrend ist eine französische Gemeinde mit 511 Einwohnern (Stand 1. Januar 2022) im Département Seine-Maritime in der Region Normandie. Sie gehört zum Arrondissement Dieppe und zum Kanton Dieppe-2.

## Bevölkerungsentwicklung
- 1962: 449
- 1968: 476
- 1975: 461
- 1982: 414
- 1990: 449
- 1999: 465

## Persönlichkeiten
- Richard von Évreux (vor 1011–1067), Graf von Évreux von 1037 bis 1067